# Лудовик Орбан
Лудовик Орбан (на румънски: Ludovic Orban) е румънски политик (премиер, министър, партиен лидер) и инженер. Председател е на Национална либерална партия (НЛП) от февруари 2017 г. Той е министър на транспорта от април 2007 до декември 2008 г. Член е на Камарата на депутатите на парламента от 2008 до 2016 г. Министър-председател на Румъния от 4 ноември 2019 до 7 декември 2020 г.

## Биография
Роден е на 25 май 1963 г. в Брашов, Румъния в семейство на унгарец и румънка. Завършва средното си образование в училище „Андрей Шагуна“ в родния си град през 1982 г. После завършва Факултета по технология на машиностроенето на Брашовския университет (1988) и следдипломно обучение във Факултета по политология на Националното училище за политически и управленски науки (1993) в Букурещ. Работи като инженер (1990 – 1992) и редактор във всекидневник (1991 – 1992).
Влиза (1992) в НЛП – Младежко крило, което се преобразува в Либерална партия 1993 (ЛП'93) и се влива в НЛП през 1998 г. Между 1993 и 1997 г. е член на ръководството на ЛП'93. Като представител на партията участва успешно в местните избори в Букурещ и е съветник (член) на Съвета на Сектор 3 (1992 – 1996) и на Сектор 1 (1996 – 1997).
През 1998 г., след вливането на ЛП'93, става член на Националния съвет на НЛП, после и на Централното постоянно бюро на НЛП (2001 – 2002). В периода 2002 – 2008 г. е председател на организацията на НЛП в Букурещ и на Комисията по публична администрация на НЛП.
От юли 2004 до април 2007 г. е заместник-кмет на Букурещ. Напуска поста, когато става министър на транспорта на Румъния във втория кабинет на Кълин Попеску-Търичану (2007). Остава на поста до 2008 г., когато НЛП губи парламентарните избори. През същата 2008 г. се кандидатира за кмет на Букурещ, но остава на 4-то място с 11,4 % от гласовете.
През 2009 г. Орбан става заместник-председател на НЛП. През декември 2014 г. се кандидатира за президент, но губи от Алина Горгиу.
Отново се кандидатира за кмет на Букурещ на изборите през 2016 г., но оттегля кандидатурата си и напуска постовете си в НЛП и Камарата на депутатите, защото срещу него започва разследване от Националната дирекция за борба с корупцията. През януари 2017 г. Орбан е оправдан от Върховния касационен съд Месец по-късно става председател на НЛП.
След свалянето на правителството на Виорика Дънчила от власт през октомври 2019 г. президентът Клаус Йоханис посочва Орбан за министър-председател на Румъния. Правителството му получава вот на доверие от парламента на 4 ноември 2019 г. и вечерта полага клетва в двореца Котрочени. На 7 декември 2020 г., след като по неокончателни оценки партията му губи парламентарните избори от предишния ден, подава оставката на правителството.
Лудовик Орбан има син със съпругата си Михаела.